# Netley Creek Provincial Park
Netley Creek Provincial Park är en park i Kanada.   Den ligger i provinsen Manitoba, i den sydöstra delen av landet, 1 700 km väster om huvudstaden Ottawa. Netley Creek Provincial Park ligger 219 meter över havet. Den ligger vid sjön Mink Lake.
Terrängen runt Netley Creek Provincial Park är mycket platt. Runt Netley Creek Provincial Park är det glesbefolkat, med 14 invånare per kvadratkilometer.. Närmaste större samhälle är Selkirk, 16,1 km söder om Netley Creek Provincial Park. 
Omgivningarna runt Netley Creek Provincial Park är en mosaik av jordbruksmark och naturlig växtlighet.